# Tapiena spinicaudata
Tapiena spinicaudata är en insektsart som beskrevs av Liu, Xiangwei och Wei Ying Hsia 1996. Tapiena spinicaudata ingår i släktet Tapiena och familjen vårtbitare. Inga underarter finns listade i Catalogue of Life.